# Anton Raky

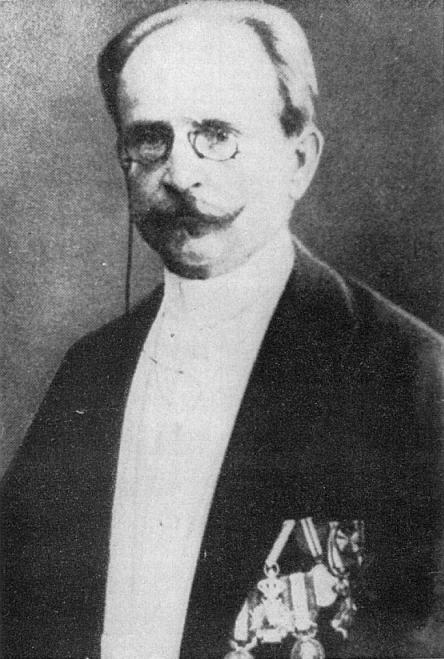
Anton Raky (1868–1943)

Anton Raky (* 5. Januar 1868 in Seelenberg im Taunus; † 22. August 1943 in Berlin) war ein deutscher Konstrukteur und Unternehmer. Er gilt als erfolgreicher Pionier und genialer Erfinder auf dem Gebiet der Tiefbohrtechnik. Seine Bohrtürme standen in Europa, Afrika, Mittel- und Südamerika. Er bohrte nach Wasser, Erdöl, Steinkohle, Braunkohle, Kali sowie Erz und gründete in Erkelenz und Salzgitter-Bad zwei bedeutende Maschinenbaufirmen, die noch heute existieren.

## Familie
Anton Raky wurde als Sohn von Franz Raky und Karoline Abt geboren. Zwei seiner Onkel waren katholische Priester; Anton Abt und Ludwig Abt. Sein Großvater Johannes Josef Abt betrieb ein Hammerwerk.
- Anton Raky heiratete am 14. September 1893 in Durrenbach (Elsass) Martha Immler (* 5. November 1873 in Zeulenroda; † 7. Februar 1898 in Köln). Mit ihr hatte er die Söhne Anton und Otto.
- Der Witwer heiratete 1902 in Osek am Erzgebirge Rosa Thiele (* 9. Mai 1883 in Osek; † 9. Juni 1955 in Langebrück), die Tochter des Bohrunternehmers Julius Thiele. Das Ehepaar hatte eine Tochter, Annerose. Die Ehe wurde geschieden.
- In dritter Ehe war er mit Sophie Devaux (* 7. Juni 1884 in Wien; † 24. Januar 1961 in Wien) verheiratet. Kinder waren Hasso, die spätere Schauspielerin Hortense, Sigrid Antoinette, Judith und Udo.

## Anfänge
Anton Raky erlernte das Handwerk eines Schlossers und fertigte im väterlichen Betrieb in Kiedrich einen Spezialbohrmeißel für den aus Niederschlesien stammenden Kölner Bohrunternehmer Emanuel Przibilla an, als dieser in Kiedrich nach einer Salzquelle bohrte. Erst mit diesem Diamantbohrer konnte der harte Taunusquarzit bezwungen und die spätere Virchow-Quelle erschlossen werden. Przibilla wurde so auf den talentierten Mann aufmerksam und nahm ihn in seinen Betrieb auf. Anton Raky verbesserte und entwickelte von nun an die Tiefbohrtechnik.
Als Bohringenieur bei der Elsässer Gewerkschaft „Gute Hoffnung“ des Unternehmers Otto Seib in Durrenbach konnte er 1894 den „Schnellschlag-Bohrkran Nr. 7“ patentieren lassen, mit dem im Elsass 180 bis 340 m tiefe Erdölbohrungen gestoßen wurden. Darauf basierte sein weltweiter unternehmerischer Erfolgsweg. Raky und die „Gute Hoffnung“ boten die Lizenz der Erfindung dem größeren Elsässer Konkurrenzunternehmen Pechelbronner Ölbergwerke an, diese lehnte aber ab. Das Elsass gehörte damals (seit 1871) zum Deutschen Kaiserreich.

## Die Internationale Bohrgesellschaft AG in Erkelenz

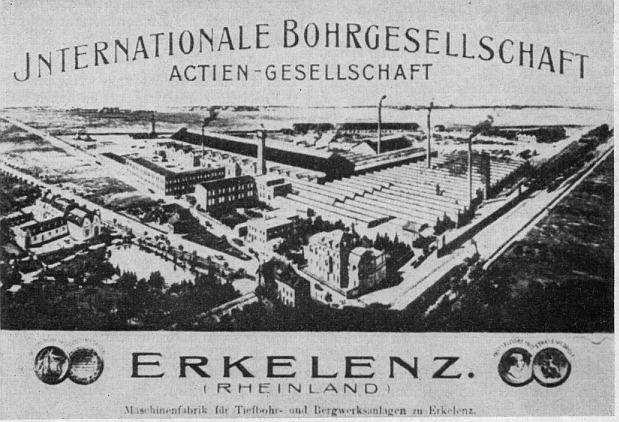
Erkelenzer Werk, Anzeige um 1900

Anton Raky gründete am 8. August 1895 in Straßburg-Ruprechtsau zusammen mit dem Straßburger Kaufmann Heinrich Otto Seib und weiteren Personen aus dem Elsass die „Internationale Bohrgesellschaft AG“ (I.B.G.). Sie sollte das Patent kommerziell verwerten; das Grundkapital betrug 400.000 Mark und wurde 1898 auf 500.000 Mark erhöht.
In Erkelenz bestand 1896 nur eine kleine Reparaturwerkstatt (mit einem einzigen 2-PS-Motor); dennoch verlegte die I.B.G. ihre Zentrale 1902 nach Erkelenz. Seib trat aus der Gesellschaft aus, nun wurde der A. Schaaffhausen’sche Bankverein Hauptfinanzier. Bis 1905 entwickelte sich die Reparaturwerkstatt zu einer großen Fabrikanlage mit eigenem Gleisanschluss an die nahegelegene Bahnstrecke Aachen–Mönchengladbach. Hier waren 300 Arbeiter beschäftigt, hinzu kamen 1500 Arbeiter in den auswärtigen Bohrbetrieben sowie 70 Techniker und Ingenieure.
Da das Unternehmen rasch gewachsen war, es in Erkelenz aber nicht genügend Arbeitskräfte gab, mussten diese von außerhalb angeworben und für sie Wohnraum geschaffen werden. So entstand in den Jahren 1904 bis 1906 östlich der Stadt und nicht weit vom Werk entfernt ein neues Wohnviertel, das der Volksmund wegen seiner eigenwilligen Giebel und Türmchen an manchen Häusern „Kairo“ (gesprochen: Ka-iro) nannte und noch nennt. 1905 beteiligte sich die I.B.G. mit einem eigenen Pavillon an der Weltausstellung in Lüttich, wo in Zusammenarbeit mit Professor Henry Potonié unter großer Beachtung der Fachwelt ein Modell dieser Eigenheimsiedlung ebenso wie das Diorama einer Steinkohlenlandschaft ausgestellt wurde.
Die Benennung der Straße, um die sich das Stadtviertel zu beiden Seiten gliedert, als „Rosenstraße“ war eine Reverenz Rakys an seine zweite Frau Rosa Thiele und ihre gemeinsame Tochter Annerose.
Anfangs bohrte er im Erkelenzer Land und in den benachbarten Gebieten Aachener Revier, Ruhrgebiet und in der belgischen Provinz Limburg nach Steinkohle. 1901 konnte er in As im Auftrag von André Dumont erstmals für diesen belgischen Landesteil Kohle anbohren, in den folgenden Jahren entstand dort das Limburger Steinkohlerevier mit sieben Zechen.
Die I.B.G. erweiterte ihren Bohrbetrieb schon bald auf Kalisalze, Erdöl und andere verwertbare Produkte aus und erschloss seit 1900 rumänische Erdölfelder bei Moreni und Câmpina. Raky erwarb Erdölkonzessionen in Norddeutschland und Rumänien und gründete Mineralölkonzerne wie die „Deutsche Mineralölindustrie AG“ und die rumänische „Regatul Roman“. Über 100 Bohrtürme waren in Deutschland, Belgien, Frankreich, Rumänien, Russland, Afrika und Brasilien gleichzeitig in Betrieb. Die Dividende der I.B.G. kletterte für 1906 und 1907 auf 500 Prozent.

### Mäzen und Villenbesitzer

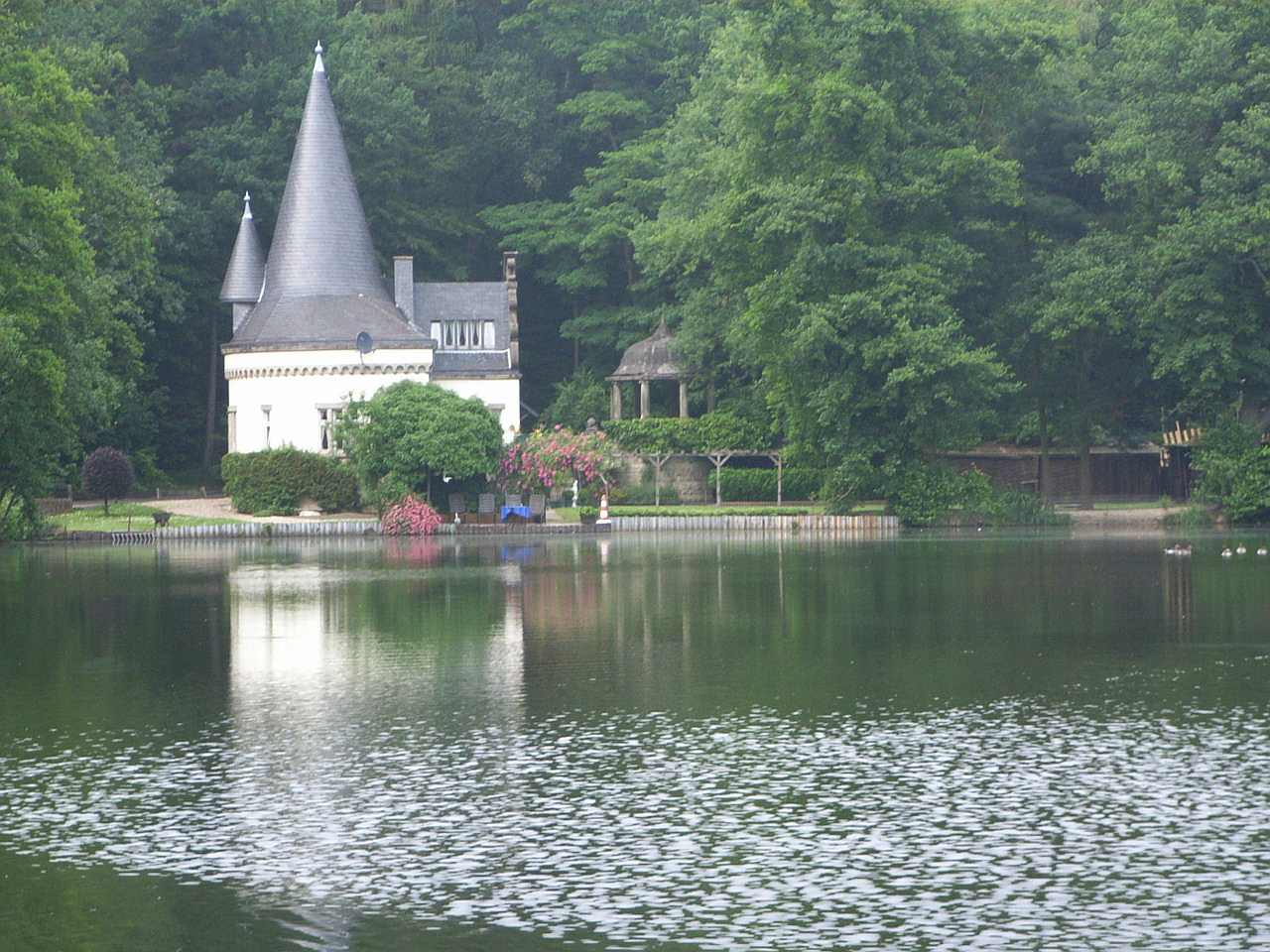
Pförtnerhaus am Rakyweiher in Dalheim

In Erkelenz betätigte sich Raky als großzügiger Gönner der Stadt. Schon 1898 hatte er unter großem Erstaunen für die elektrische Beleuchtung der Hauptstraßen, des Marktes und einiger Schankwirtschaften gesorgt. Er stiftete für den Neubau der höheren Knabenschule, des Pastorats, für die Gestaltung des Marktes und des Johannismarktes. Der Bahnhof Erkelenz war nicht für den Halt von Durchgangszügen (D) vorgesehen, das änderte sich aber, als Raky, der viel mit der Eisenbahn unterwegs war, regelmäßig die Notbremse zog, um hier aussteigen zu können. Seiner größeren Mobilität wegen war er im damaligen Landkreis Erkelenz der erste Automobilbesitzer. Im nahen Dalheim-Rödgen kaufte er die Rödgener Mühle und ließ gegenüber am Rödgener Mühlenweiher eine schlossähnliche Villa als Landsitz errichten, wo er Gastgeber großer Jagdgesellschaften war. Heute ist noch das ehemalige Pförtnerhaus der Villa und ein Pavillon mit einer Kuppeldecke erhalten.

### Lex Gamp
Durch die intensiven Bohrungen auf Steinkohle hatte sich die I.B.G. eine Reihe von großen Kohlefeldern gesichert. Die preußische Staatsregierung wurde auf das Unternehmen aufmerksam und änderte schließlich 1905/1907 mit der (nach ihrem eifrigsten Verfechter im preußischen Landtag genannten „Lex Gamp“) die Bergbaufreiheit des geltenden Allgemeinen Berggesetzes dahingehend, dass durch das Bohren auf verschiedene Bodenschätze wie Steinkohle, Stein- und Kalisalze keine neuen Mutungsrechte mehr erworben werden konnten, sondern die Erschließung dieser Lagerstätten staatlicher Konzession unterlag. Das führte dazu, dass die I.B.G. ihren Bohrbetrieb erheblich einschränken musste und sich allmählich auf die Herstellung von Bohrmaschinen verlagerte.

### Wirth
Aufgrund dieser neuen Gesetzeslage zog sich der A. Schaaffhausen’sche Bankverein 1907 als Geldgeber zurück und zwang Raky, sein Amt als Generaldirektor der I.B.G. niederzulegen. Verschiedene Unternehmenszweige der I.B.G. wurden verkauft. Bis 1916 gelangte die Bohrabteilung mit dem Bohrpark an die Deutsche Erdöl-AG (DEA) und als diese dann im selben Jahr die Maschinen- und Bohrgerätefabrik in Erkelenz schließen wollte, kauften die Unternehmer Otto Wolff aus Köln und Alfred Wirth die Firma auf und führten sie unter der Leitung von Alfred Wirth als „Maschinen- und Bohrgerätefabrik Alfred Wirth & Co.“ weiter.
Seit 2009 ist der norwegische Anlagenbauer Aker Solutions Mehrheitseigner. Das Erkelenzer Unternehmen produziert heute Tunnelbohrmaschinen, Maschinen zum Gründungsbau für Infrastruktur-Projekte, Kernkomponenten und Komplettlösungen für die Erdöl- und Erdgas-Industrie sowie Pumpensysteme für den Bergbau und die verarbeitende Industrie. Das Unternehmen wurde in „Aker Wirth“ umbenannt und war ein Geschäftsbereich im Aker-Solutions-Konzern. 2014 fand eine Umstrukturierung innerhalb des Konzerns statt, die Erkelenzer Fabrik wurde ein Bestandteil von mhwirth.

## Weitere Unternehmen

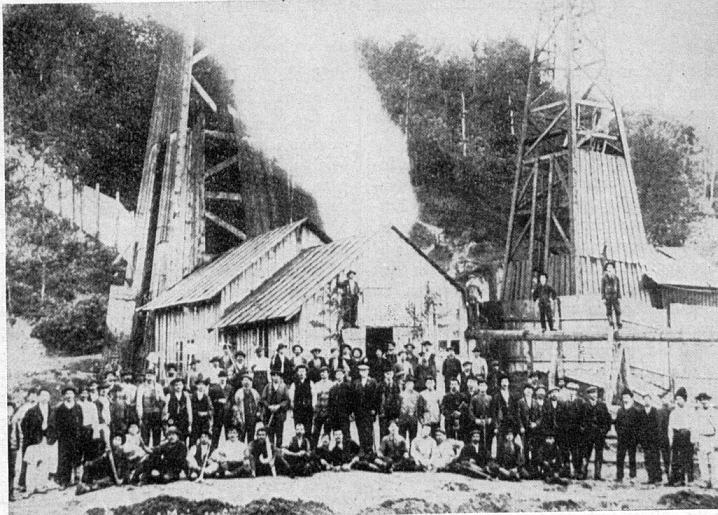
Raky und seine Belegschaft auf einem rumänischen Erdölfeld 1906

Raky blieb auch nach seinem Ausscheiden aus der I.B.G. Unternehmer. Bis zum Ausbruch des Ersten Weltkriegs 1914 führte er Ölbohrungen im Ausland durch: in Kertsch, Maikop (Russland) und Baku (Aserbaidschan) und in Câmpina (Rumänien).
Nach dem Krieg wurde er Generaldirektor in der Hauptverwaltung der Deutschen Erdöl-AG (DEA) in Berlin und gründete in Salzgitter die Firma „Anton Raky, Tiefbohrungen“, die an diesem Standort Eisenerzfelder erschloss. 1920 bildete er gemeinsam mit der Rombacher und der Ilseder Hütte das Konsortium „Fortuna“. 1923 rief er zusammen mit August Thyssen die „Bergbau AG Salzgitter“ ins Leben. Anton Raky besaß Ende der 1920er Jahre etwa 53 Millionen m² Erzkonzessionen, deren Ausnutzung aber risikoreiche Kapitalinvestitionen erforderte.
Raky unternahm Erdölbohrungen im Oberrheintal (Bruchsal) und in Niedersachsen (Berkhöpen, Nienhagen und Wietze). Braunkohlevorkommen konnte er am linken Niederrheinufer nachweisen. Als Chefgeologen beschäftigte er August Moos. Die kostspieligen Aufschlussarbeiten überforderten aber das Unternehmen und schließlich war die Raky AG 1932/1933 zahlungsunfähig.
Teile seines Unternehmens übernahmen die Preussag und die Wintershall AG. Ein neuer Eigentümer führte die „Bergbau AG“ in Salzgitter-Bad am Windmühlenberg weiter, die am 5. August 1937 in die Reichswerke Hermann Göring eingegliedert wurde. Heute nennt sich das Unternehmen Salzgitter Maschinenbau AG (SMAG).
Bereits zum 1. Mai 1932 trat Raky der NSDAP bei (Mitgliedsnummer 1.094.677).
Bei einer Erdölexplosion 1928 in Rumänien trug Raky erhebliche Verletzungen davon, so dass er sich 1936 ins Privatleben zurückzog. Er wohnte mit seiner Frau zuletzt in einer Villa in Berlin-Zehlendorf, wo er 1943 im Alter von 75 Jahren starb.
In seiner großen Bedeutung für die Entwicklung der Tiefbohrtechnik ist Raky nur mit wenigen anderen Technikern vergleichbar, darunter etwa Gustav Wilhelm Richard Sorge.

## Ehrungen
- Die Bergakademie Clausthal verlieh Anton Raky 1921 die Ehrendoktorwürde als Dr.-Ing. E.h.[4]
- Die Stadt Erkelenz verlieh ihm am 12. Juli 1920 ihre Ehrenbürgerwürde.
- In Erkelenz wurde 1955 eine Straße nach ihm als Anton-Raky-Allee benannt.
- In Dalheim-Rödgen bei Erkelenz, wo er sich eine Villa erbaute, erinnern die Anton-Raky-Straße und der Rakyweiher an ihn.
- In Salzgitter existierte bis 2005 die Anton-Raky-Realschule, die heutige Realschule Salzgitter-Bad.
- In Nienhagen (Landkreis Celle) erinnert die Anton-Raky-Straße an den Bohrpionier.
- In Westercelle wurden Straßen nach Bohrpionieren benannt, Hunäusstraße und Raky-Ring, inzwischen umbenannt in Rakyweg.
- In Wietze wurde 2014 am Ortseingang ein Kreisverkehr an der B 214 mit einem Kunstwerk gestaltet, das eine Höhe von 5 Meter aufweist, eine Tonne schwer und aus Cortenstahl angefertigt ist. Es stellt in abstrakter Form einen Raky-Bohrturm dar. Weiterhin zeigen drei Skulpturen Arbeiter. Ölflüsse sind an den Rändern des Kreisels angedeutet. In der Nähe des Denkmals fand 1858 die Bohrung von Hunäus statt.
- In Erkelenz nennen 2015 Investoren eines geplanten Mehrfamilienhauses an der Glück-auf-Straße das Gebäude Anton-Raky-Haus. Sie erinnern so an den Vorgängerbau, der hier in einer Arbeitersiedlung, im Volksmund Ka-iro genannt, von Anton Raky errichtet worden war. Es sollte mehreren Zwecken dienen; als günstiges Konsumgeschäft für die Werksangehörigen, als Hotel für Gäste und Monteure der „Internationalen Bohrgesellschaft“ sowie als Gastwirtschaft mit Außenterrasse und Festsaal. Eine solche Nutzung fand aber nicht statt, da 1907 kurz nach Fertigstellung des Gebäudes der Bohrunternehmer Erkelenz verließ. Am Haus war ein großes Relief aus Putz angebracht, das die Initialen der Internationalen Bohrgesellschaft trug. Es zeigte unter anderem zwei Arbeiter, ein Zahnrad und drei Bohrtürme. Am Neubau wird es wieder an der Westfassade einen würdigen Platz erhalten.

## Museen
- Im Deutschen Bergbaumuseum Bochum ist das Schnellschlagbohrgerät als Modell ausgestellt.
- Im Deutschen Erdölmuseum in Wietze bei Celle steht eine Raky-Bohranlage.
- Das französische Erdölmuseum Merkwiller-Pechelbronn im Elsass zeigt in seiner Dauerausstellung das funktionsfähige Modell eines Raky-Bohrturms.

### Ausstellungen
- Der Heimatverein der Erkelenzer Lande e. V. veranstaltete in Zusammenarbeit mit dem Stadtarchiv Erkelenz vom 31. August bis zum 28. Oktober 2012 eine Ausstellung mit dem Titel Mythos Raky. Von Erkelenz in die Welt. Gleichzeitig wurde ein umfangreiches Rahmenprogramm veranstaltet.
  - Teile dieser Ausstellung wurden 2013 im Städtischen Museum Schloss Salder in Salzgitter, im Rathaus Nienhagen durch den örtlichen Heimatverein und im Französischen Erdölmuseum Merkwiller-Pechelbronn sowie 2015 im Deutschen Erdölmuseum Wietze gezeigt.